# Синий мост (Санкт-Петербург)
Си́ний мост — автодорожный арочный мост через реку Мойку в Адмиралтейском районе Санкт-Петербурга, соединяет Казанский и 2-й Адмиралтейский острова. Является самым широким (97,3 м) мостом в городе. Входит в ансамбль Исаакиевской площади. Относится к числу петербургских мостов с «цветными» названиями.

## Расположение
Соединяет Исаакиевскую площадь с переулком Антоненко и Вознесенским проспектом. Рядом с мостом расположены Мариинский дворец, Исаакиевская площадь с памятником Николаю I, Исаакиевский собор, здания Всероссийского Института Растениеводства им. Н. И. Вавилова (ВИР) и его библиотеки, поблизости (на Большой Морской улице) — Дом Композитора (архитектор О. Монферран). На спуске у моста в 1971 году по проекту архитектора В. А. Петрова был установлен гранитный столб-футшток, украшенный трезубцем Нептуна. На основании столба, уходящем под воду, нанесены отметки по уровню воды самых крупных наводнений: 1824, 1903, 1924, 1955, 1967.
Выше по течению находится Красный мост, ниже — Фонарный мост.
Ближайшая станция метрополитена (700 м) — «Адмиралтейская».

## Название
Название известно с 20 апреля 1738 года и происходит от первоначального деревянного моста, перила которого были выкрашены в синий цвет.

## История

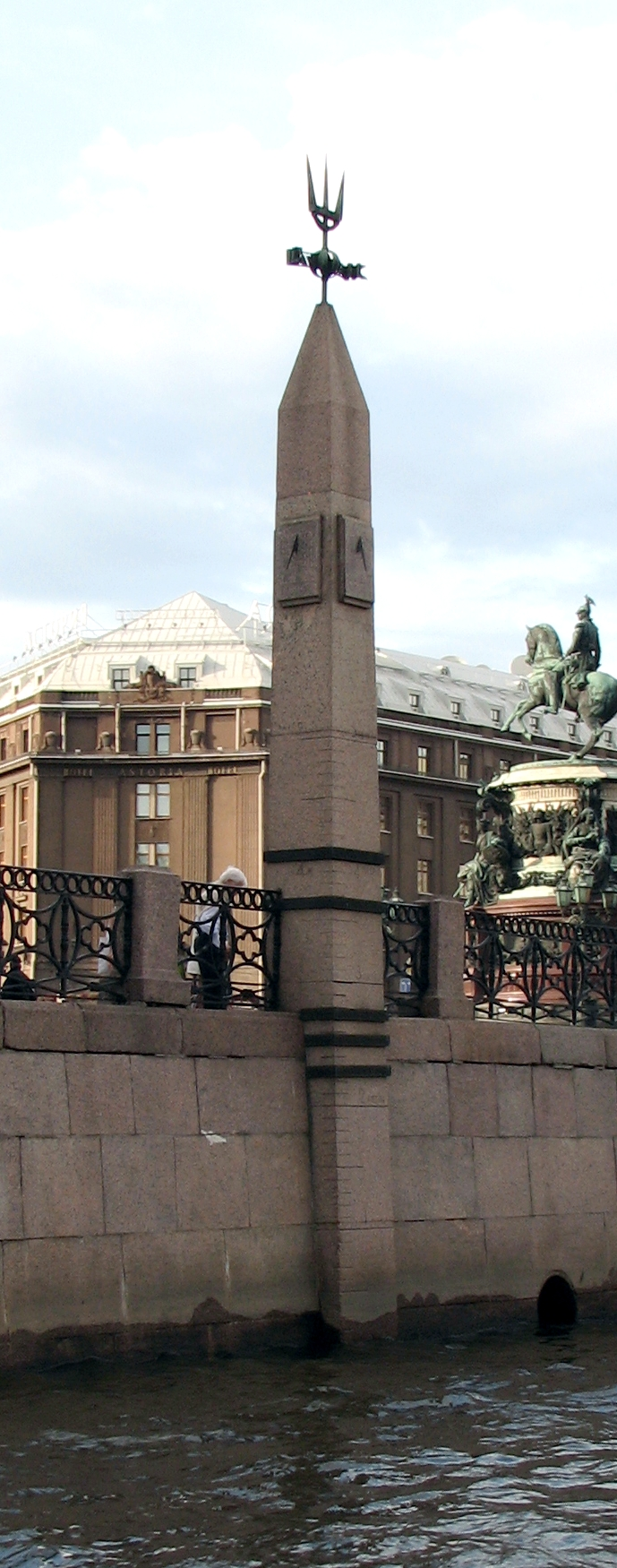
«Шкала Нептуна»

В 1737 году Г. ван Болесом на этом месте был построен деревянный подъёмный мост. В середине XVIII века мост перестроили в трёхпролётный с деревянным пролётным строением на каменных опорах по типу мостов Крюкова канала. В 1818 году по проекту В. Гесте мост был перестроен в однопролётный чугунный арочный из чугунных тюбингов. Металлические конструкции были изготовлены на Олонецких заводах в Петрозаводске. Береговые устои выполнялись под руководством известного мастера-каменотёса Самсона Суханова.
В 1842—1844 годах, в связи с постройкой Мариинского дворца и перепланировкой Исаакиевской площади, мост расширили по проекту инженеров Е. А. Адама, А. Д. Готмана и И. С. Завадовского в сторону Красного моста, пристроив новые арки аналогичной конструкции. Общая ширина моста увеличилась с 41 м до 97,3 м. В плане пристроенная часть примыкала к первой под углом 3,5° и сопрягалась двумя арками, составленными из тюбингов клиновидной формы.
В 1920-х годах в старой части свода были обнаружены сквозные трещины, разрывы болтов и просадка свода до 20 см. В 1929—1930 годах, в связи с намеченной прокладкой по мосту трамвайной линии, пролётное строение низовой части моста по проекту инженеров О. Е. Бугаевой и В. В. Чеботарёва заменили железобетонным сводом, сохранив старые опоры. В 1938 году булыжное мощение проезжей части заменено на асфальтобетон.

### Реконструкция 2013—2014 гг.
К началу 2000-х годов в ходе обследований моста были выявлены значительные коррозионные и механические повреждения в элементах чугунного свода, дефекты опор, пролётных строений, покрытия, гидроизоляции, водоотвода и ограждений. В 2013—2014 годах проведён капитальный ремонт моста. Проект реконструкции моста был разработан ЗАО "Институт «Стройпроект» (инженеры Т. Ю. Кузнецова, Р. И. Марценкевич, А. С. Сосновская), генподрядчиком было ЗАО «Пилон». В ходе работ выполнен ремонт устоев, устроена накладная плита поверх железобетонного свода низовой части моста, устроен железобетонный разгружающий свод над чугунной частью моста, произведён ремонт чугунных тюбингов, заменена гидроизоляция пролётных строений, отреставрировано перильное ограждение и детали художественного декора, воссозданы силовое ограждение и торшеры. Фонари моста были воссозданы по образцу сохранившихся торшеров у Балтийского вокзала. Работы выполнялись в 3 этапа без полного закрытия движения автотранспорта. С июля 2013 года по январь 2014 производился ремонт низовой части моста, с января по сентябрь 2014 — верховой части, с сентября — работы по дноукреплению и по покраске подмостовой части. Движение транспорта по мосту было открыто 1 сентября 2014 года.